# Jagtlust ('s-Graveland)

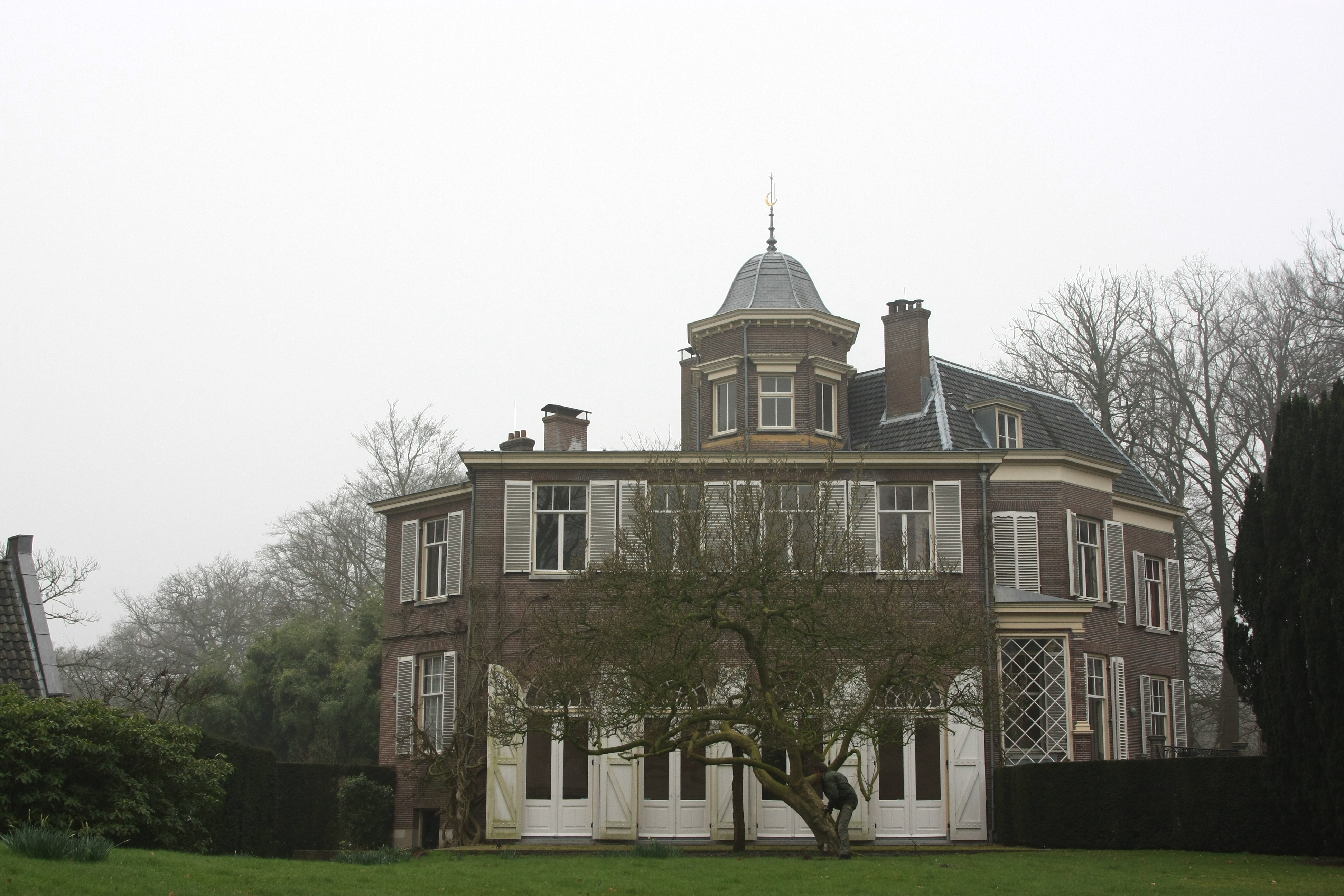
Jagtlust

Jagtlust is een kleine buitenplaats aan de Leeuwenlaan in de Nederlandse plaats 's-Graveland (Noord-Holland).
Tot 1966 behoorde hij tot de gemeente Hilversum, maar historisch gezien hoort hij bij de andere landgoederen van 's-Graveland. De hofstede staat bekend onder verschillende namen zoals Het Derde Heihuis, Grote Jan en De Laatste Stuiver; pas in 1791 werd de naam Jagtlust gebruikt. Hij ligt op een stuk grond dat in de 17e eeuw is ontgonnen.

## Bewoners
De weduwe Jan Gerritsz woonde nog op Jagtlust in het begin van de 18e eeuw. Haar kleinkinderen verkochten de hofstede in 1736 aan Mathys Wigman. Het huis heette toen De Laatste Stuiver.
In 1724 verhuurde David Craegh de hofstede aan Klaas Boelhouwer.
In 1782 werd het huis verkocht door Martinus Alewijn aan mr. Gerrit Corver Hooft.
In 1790 werd de theekoepel gebouwd.
In 1791 behoorde het toe aan het echtpaar Arntzenius-Hodshon.

#### Jan Pieter Six
Jhr. dr. Jan Pieter Six (1824-1899), heer van Hillegom en vrijheer van Wimmenum en zijn echtgenote Catharina Teding van Berkhout (1834-1887) woonden in Amsterdam, waar hun zoon Jan in 1857 werd geboren. In 1861 kocht Six de buitenplaats Jagtlust en breidde hem uit met zijn erfdeel van Hilverbeek (een gedeelte van Wolfsbergen), de Oostelijke weilanden zonder Stofbergen, plus de achterbossen (nu het Spanderswoud). Hij liet vier landarbeiderswoningen bouwen, de zogenaamde "Heihuisjes" of "Vier woningen". In 1862 liet hij een duiventoren bouwen. Ook kweekte hij subtropische planten.

#### Jan Six
De oudste zoon prof. jhr. dr. Jan Six van Hillegom (1857-1926) ontving het gedeelte van Wolfsbergen en de oostelijke weilanden uit de erfenis. Zijn broer Willem kreeg Jagtlust en de achterbossen. Jan Six overleed in 1926 in Amsterdam, zijn echtgenote overleed in 1951 op Jagtlust.
Het huis kreeg in 1900 zijn huidige vorm toen Jan Six er een verdieping op liet bouwen. De aangrenzende boerderij werd afgebroken, maar de kaaskelder bleef. In 1910 werd het houten speelhuisje Heilust in opdracht van de zoons van Jan Six gebouwd in de architectuur van een Amsterdams grachtenpand, met een fraaie gevel en lichtblauwe luiken. Er kwam ook een grote oranjerie om de subtropische gewassen te laten overwinteren en in 1924 ook een koetshuis met paardenstal, zadelkamer en tuigruimte.

#### Kinderen Jan Six (1857-1926)
Jhr. ir. Willem Six (1893-1971) erfde het landgoed, dat hij uitbreidde door vijf bunder te kopen die bij Trompenburgh hoorden. Het familiebezit werd beheerd door Willems broer Pieter Jacob Six (1895-1986), die in Amsterdam woonde op Amstel 218, waar hij ook de kunstcollectie van de familie beheerde. De twee jongste dochters van Jan Six (1859-1926) woonden op Jagtlust. In 1992 overleed de jongste zuster jkvr. Hieronyma Maria Antonia Fortunata Six (1905-1992).

#### 1992
In 1992 werden de achterbossen die zich van de Oude Meentweg tot aan de Bussummer Grintweg uitstrekten, verkocht aan de gemeente Hilversum. Zij heten nu Spanderswoud.
De buitenplaats werd eigendom van Pier Ebbinge, die deze bijna geheel liet restaureren met behulp van de architect Bob van Beek en de Franse decorateur Michel Biehn. In 2006 verkocht hij Jagtlust aan Natuurmonumenten, die hiervoor subsidie kreeg in het kader van de realisatie van de Provinciale Ecologische Hoofdstructuur (PEHS); Natuurmonumenten bezit reeds bijna alle buitenplaatsen in 's-Graveland. Het landgoed werd in 2008 voor het publiek opengesteld en in het huis kwam een zorghotel wat de deuren sloot in 2012. Het landgoed is ongeveer 9,5 ha.

## Zie ook

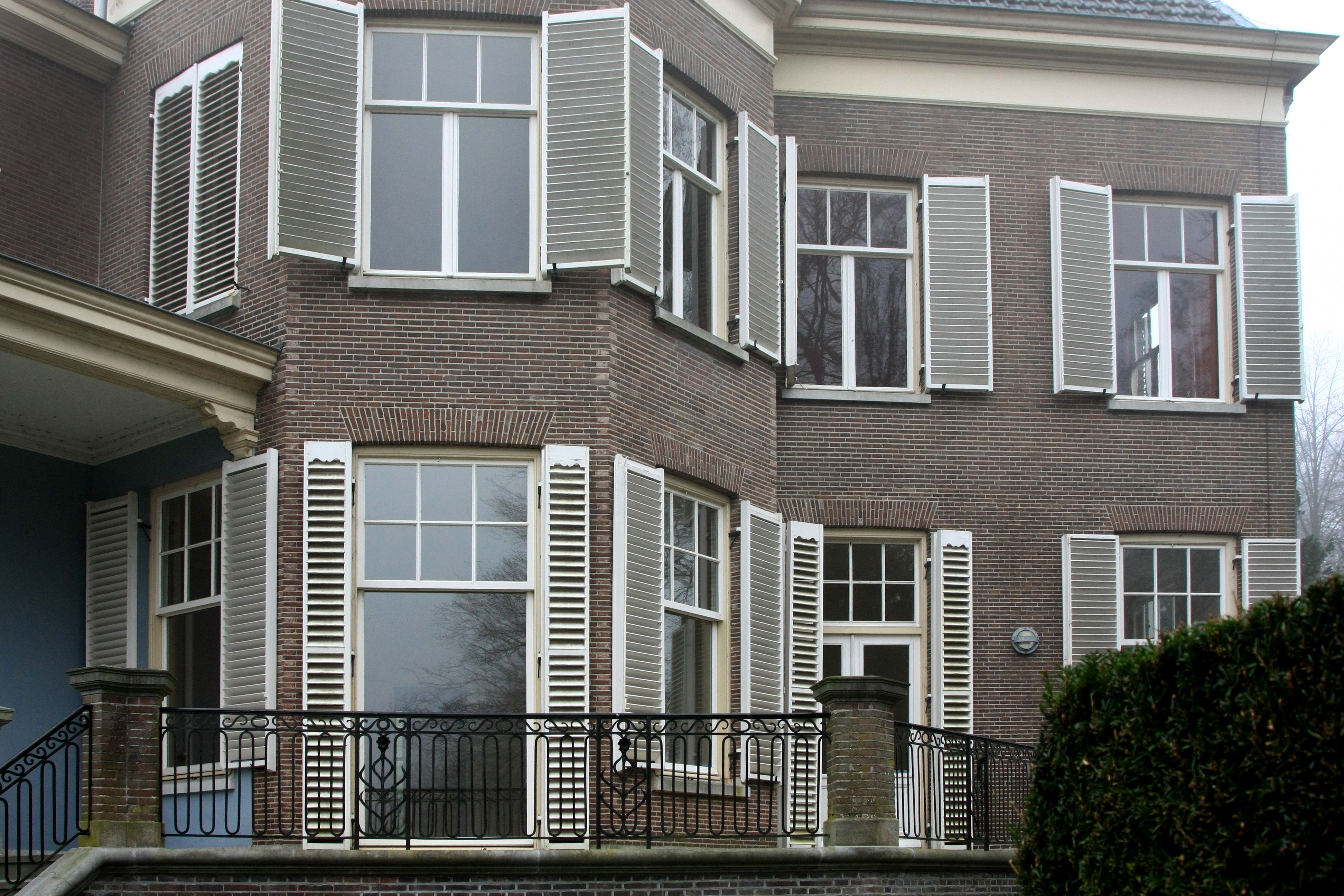
Zijgevel hoofdgebouw
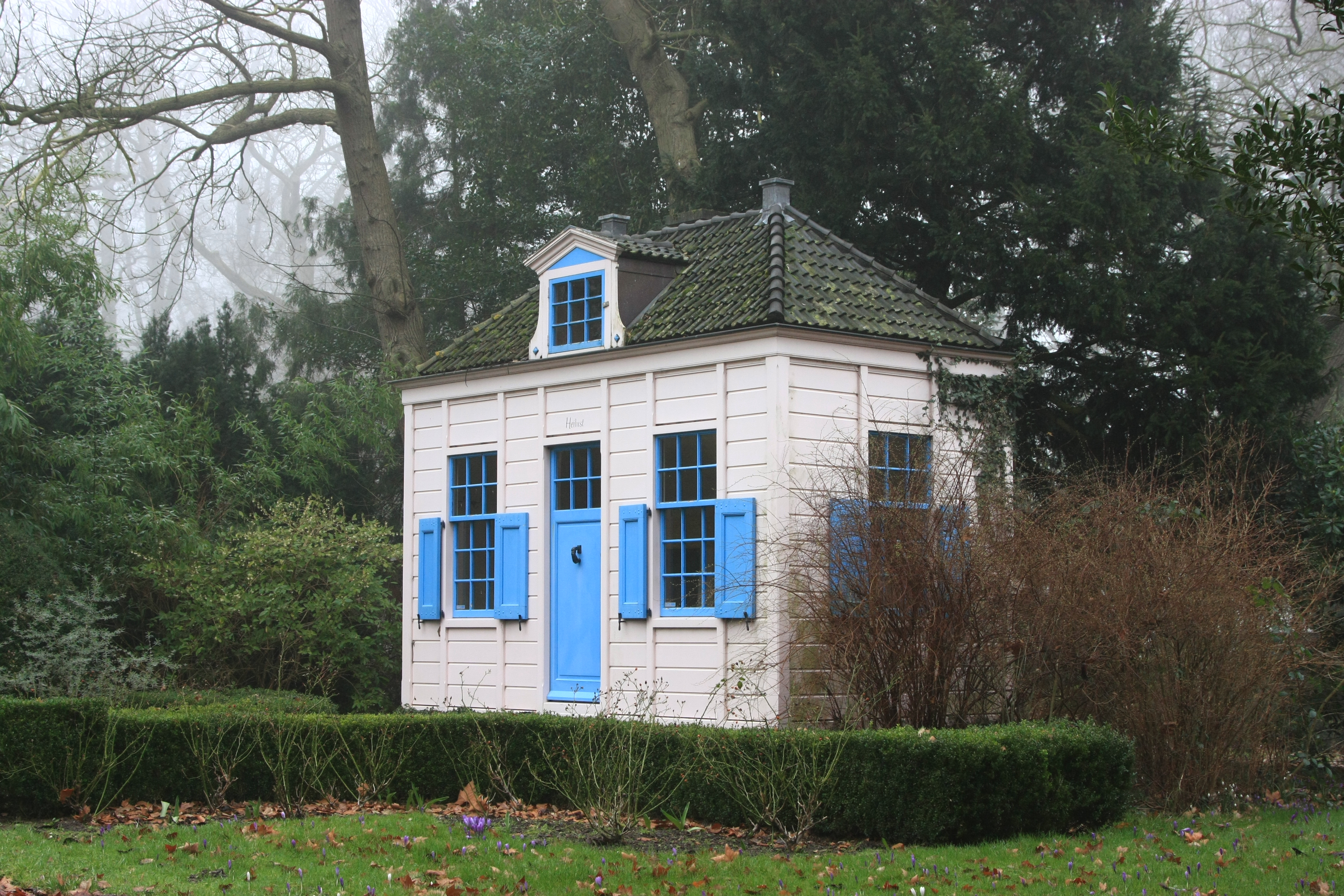
Kinderspeelhuisje
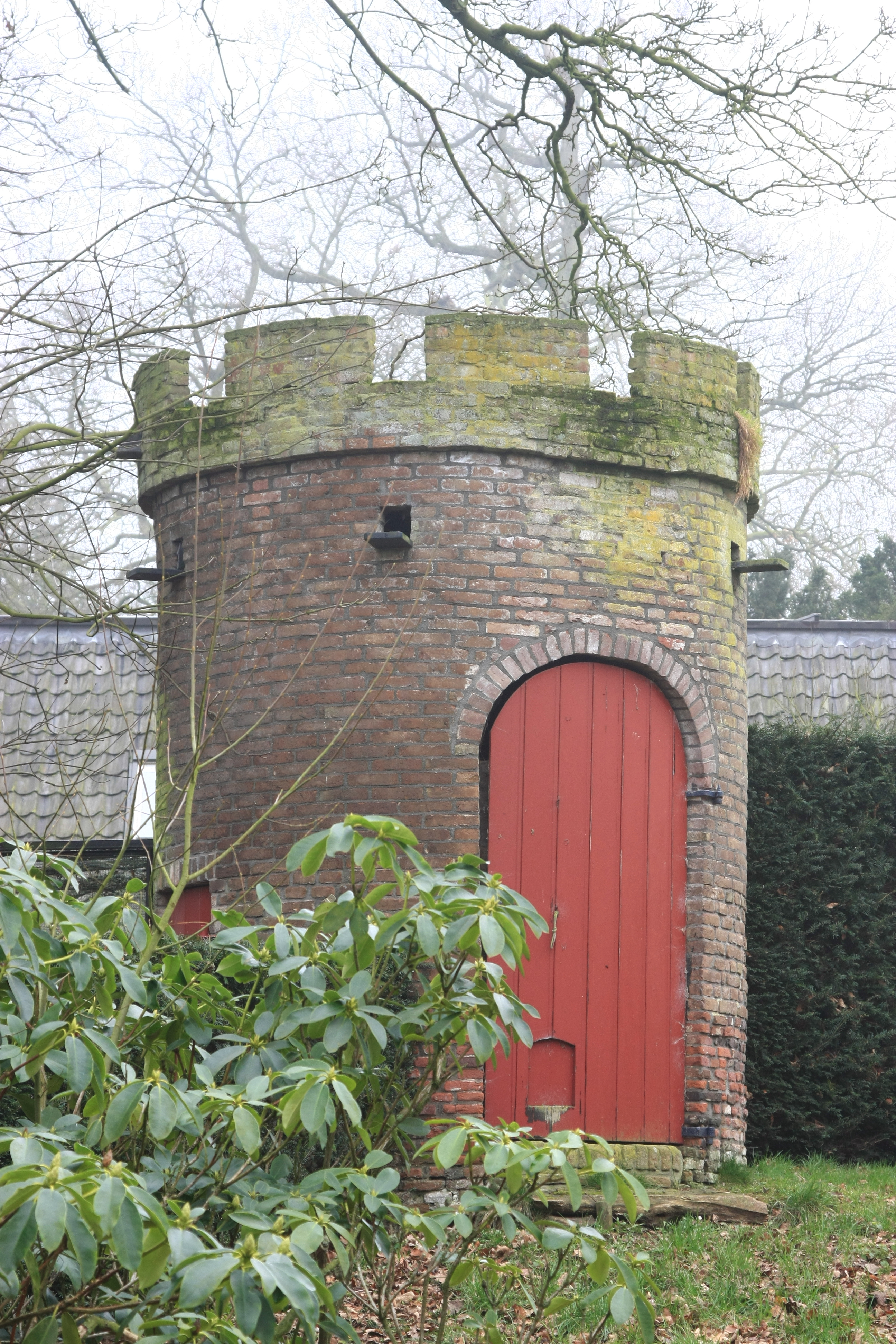
Duiventoren